# XVIe gouvernement constitutionnel portugais
IIIe République portugaise
XVe constitutionnel XVIIe constitutionnel
Le XVIe gouvernement constitutionnel (en portugais : XVI Governo Constitucional) est le gouvernement de la République portugaise entre le 17 juillet 2004 et le 12 mars 2005, sous la IXe législature (pt) de l'Assemblée de la République.
Il est dirigé par le libéral-conservateur Pedro Santana Lopes, désigné après l'élection de José Manuel Durão Barroso à la présidence de la Commission européenne, et soutenu par une coalition de centre droit. Il succède au XVe gouvernement constitutionnel. Il est remplacé par le XVIIe gouvernement constitutionnel, sous la direction du socialiste José Sócrates.

## Historique du mandat
Dirigé par le nouveau Premier ministre libéral-conservateur Pedro Santana Lopes, précédemment maire de Lisbonne, ce gouvernement est constitué et soutenu par une coalition de centre droit entre le Parti social-démocrate (PPD/PSD) et le CDS – Parti populaire (CDS-PP). Ensemble, ils disposent de 119 députés sur 230, soit 51,7 % des sièges de l'Assemblée de la République.
Il est formé à la suite de la démission de José Manuel Durão Barroso, au pouvoir depuis avril 2002 et élu à la présidence de la Commission européenne.
Il succède donc au XVe gouvernement constitutionnel, dirigé par Durão Barroso, constitué et soutenu par une coalition identique.

### Formation
Le 11 juillet 2004, six jours après la démission de Durão Barroso, le conseil national du PPD/PSD approuve à la quasi-unanimité de proposer son successeur à la présidence du parti, Santana Lopes, comme futur Premier ministre. Reçu en audience le lendemain par le président de la République Jorge Sampaio, il est officiellement chargé de constituer le XVIe gouvernement constitutionnel,,.
Il présente le 16 juillet une liste de 19 ministres, dans laquelle seuls six membres de l'équipe sortante sont reconduits, dont deux changent d'affectation. Dans cet exécutif plus politique et moins technique que le précédent, 15 ministres appartiennent ou sont proposés par le PPD/PSD et quatre par le CDS-PP. Trois portent le titre de ministre d'État, dont le nouveau « numéro deux » de l'exécutif Álvaro Barreto, à la tête du ministère de l'Économie et du Travail, et le ministre sortant de la Présidence Nuno Morais Sarmento, proche de Barroso. Le président du Parti populaire et ministre de la Défense Paulo Portas est reconduit, tandis que le ministre du Travail António Bagão Félix est désigné ministre des Finances. Les ministres adjoint Henrique Chaves et des Affaires parlementaires Rui Gomes da Silva sont deux très proches collaborateurs de Santana Lopes. Le cabinet compte seulement trois femmes ainsi que deux nouveaux ministères, ceux de l'Environnement et du Tourisme. Il est assermenté le lendemain, au palais national d'Ajuda par le chef de l'État.

### Crise et dissolution parlementaire
Le chef de l'exécutif procède le 24 novembre à un ajustement de la composition du gouvernement : le ministre adjoint Henrique Chaves est remplacé par le ministre des Affaires parlementaires Rui Gomes da Silva et devient ministre de la Jeunesse et des Sports, tandis que la responsabilité des relations avec l'Assemblée de la République est transférée au ministre de la Présidence. Un remaniement qu'il justifie par une « évaluation » des quatre derniers mois de travail et qu'il qualifie de « reformulation du gouvernement » car aucun des ministres concernés n'a été évincé.
Le 28 novembre, Chaves annonce publiquement sa démission en mettant directement en cause le Premier ministre. Expliquant que dans ses précédentes responsabilités de ministre adjoint, il n'a jamais pu exercer les tâches de coordination du travail gouvernemental qui lui incombaient, il dénonce « grave inversion des valeurs de loyauté et de vérité » de la part du chef du gouvernement.
Santana Lopes se rend deux jours plus tard au palais national de Belém pour proposer un successeur à Chaves, et le président lui annonce à cette occasion son intention de prononcer la dissolution de l'Assemblée de la République. Le chef de l'État précise dix jours plus tard que les élections législatives anticipées auront lieu le 20 février 2005.

### Succession
Au cours du scrutin, le Parti socialiste (PS) remporte la majorité absolue des sièges, fait unique dans son histoire. Le secrétaire général du PS José Sócrates prend alors la succession de Pedro Santana Lopes et met sur pied le XVIIe gouvernement constitutionnel.

## Composition
- Les nouveaux ministres sont indiqués en gras, ceux ayant changé d'attributions en italique.

| Portefeuille                                                                                                  | Titulaire | Titulaire                             | Parti   |
| --- | --------- | ------------------------------------- | ------- |
| Premier ministre                                                                                              |           | Pedro Santana Lopes                   | PPD/PSD |
| Ministre d'État Ministre des Activités économiques et du Travail                                              |           | Álvaro Barreto                        | PPD/PSD |
| Ministre d'État Ministre de la Défense nationale et des Affaires maritimes                                    |           | Paulo Portas                          | CDS-PP  |
| Ministre d'État Ministre de la Présidence                                                                     |           | Nuno Morais Sarmento                  | PPD/PSD |
| Ministre des Finances et de l'Administration publique                                                         |           | António Bagão Félix                   | Sans    |
| Ministre des Affaires étrangères et des Communautés portugaises                                               |           | António Monteiro                      | Sans    |
| Ministre de l'Intérieur                                                                                       |           | Daniel Sanches                        | PPD/PSD |
| Ministre de la Justice                                                                                        |           | José Pedro Aguiar-Branco              | PPD/PSD |
| Ministre des Villes, de l'Administration locale, du Logement et du Développement régional                     |           | José Luís Arnaut                      | PPD/PSD |
| Ministre de l'Agriculture, de la Pêche et des Forêts                                                          |           | Carlos da Costa Neves                 | PPD/PSD |
| Ministre de l'Éducation                                                                                       |           | Maria do Carmo Seabra                 | Sans    |
| Ministre de la Science, de l'Innovation et de l'Enseignement supérieur                                        |           | Graça Carvalho                        | PPD/PSD |
| Ministre de la Santé                                                                                          |           | Luís Filipe Pereira                   | PPD/PSD |
| Ministre de la Sécurité sociale, de la Famille et de l'Enfance                                                |           | Fernando Negrão                       | PPD/PSD |
| Ministre des Travaux publics, des Transports et des Communications                                            |           | António Mexia                         | PPD/PSD |
| Ministre de la Culture                                                                                        |           | Maria João Bustorff                   | Sans    |
| Ministre de l'Environnement et de l'Aménagement du territoire                                                 |           | Luís Nobre Guedes                     | CDS-PP  |
| Ministre du Tourisme                                                                                          |           | Telmo Correia                         | CDS-PP  |
| Ministre adjoint du Premier ministre Ministre de la Jeunesse, des Sports et de la Réhabilitation (24/11/2004) |           | Henrique Chaves (jusqu'au 02/12/2004) | PPD/PSD |
| Ministre des Affaires parlementaires Ministre adjoint du Premier ministre (24/11/2004)                        |           | Rui Gomes da Silva                    | PPD/PSD |